# 基洛沃格
基洛沃格（英語：Kilowog）是一個出現在DC漫畫中的虛構超級英雄，綠光軍團的成員之一。

## 出版歷史
基洛沃格首次出現在《綠光軍團》#1，由Steve Englehart與Joe Staton創作。

## 人物
基洛沃格和聖納托一樣是哈爾·喬丹的前輩。特徵是有著寬大的下巴，灰色皮膚（有時會改為橙色、紅色），身型魁武高大。粗魯，喜歡罵手下「渾蛋」，並認為地球人是宇宙中最自以為是的生物，但實際上是個充滿正派，嚴守本分且會照顧同伴的人。

## 其他版本

### 閃點
在閃點時間線中，基洛沃格被Nekron所殺。

## 其他媒體

### 電視
- 《正義聯盟》：由丹尼斯·赫柏特配音。
- 《蝙蝠俠智勇悍將》：由狄爾里奇·巴德配音。
- 《綠光戰警：動畫系列》：由凱文·麥可·理查森配音。

### 電影
- 《綠光戰警：首次飛行》：由麥可·馬德森配音。
- 《綠光戰警：翡翠騎士》：由亨利·羅林斯配音。
- 《綠光戰警》：由麥可·克拉克·鄧肯配音。